# 卡爾·佩特森

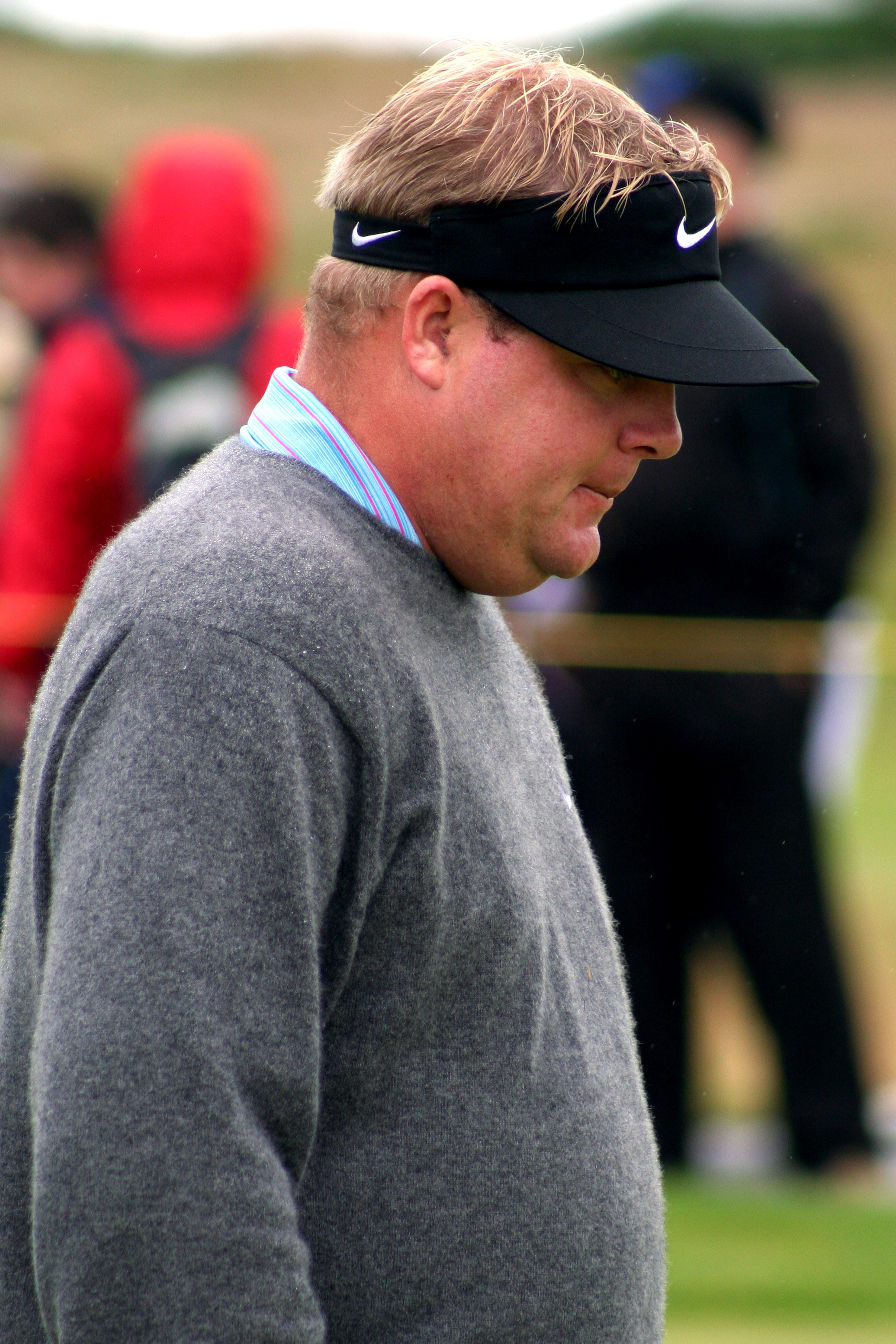
2007年

卡爾·佩特森（Carl Pettersson，1977年8月29日—）是瑞典的一位職業高爾夫球運動員。他現在參加PGA巡迴賽的賽事。在2000年他轉為職業高爾夫球運動員。他已經贏得了5個PGA巡迴賽賽事的冠軍。